# Agnès b.
agnès b., pseudonimo di Agnès Andrée Marguerite Troublé (Versailles, 26 novembre 1941), è una stilista francese, creatrice dell'omonimo marchio d'abbigliamento, cosmetici ed accessori. È inoltre produttrice cinematografica e collezionista di arte contemporanea.

## Biografia
Nata "a 150 metri dalla Reggia di Versailles", Agnès Troublé discende da una famiglia di soldati e avvocati: suo padre era presidente dell'Ordine degli Avvocati di Versailles e suo nonno era generale. Non ha uno stretto legame con sua madre, che pretendeva di essere chiamata col "lei" già all'età di 4 anni. Da adolescente è stata molestata da uno zio, cosa che l'ha segnata per sempre: “Non riesco a immaginare una relazione con una persona matura. Devo essere molta innamorata per accettare una vicenda sessuale». Il suo primo lungometraggio, scritto in due giorni, My name is Hmmm..., evoca quell'episodio.

### L'inizio
Vive a Montparnasse dal 1968, frequenta circoli intellettuali della sinistra radicale, diventa redattrice di moda quando il suo stile personale attirò l'attenzione dei membri dello staff della rivista Elle in un mercatino delle pulci di Parigi. All'epoca il suo stile di abbigliamento, che includeva selezioni dalla catena di sconti francese Monoprix, era ispirato meno alla moda e più alla parsimonia, ma alla rivista piacque quello che vide e la assunse. Ha lasciato Elle dopo meno di due anni, preferendo l'apprendistato anche quando pagavano poco. È diventata designer, buyer e addetta stampa per Dorothée Bis a Parigi. Ha disegnato come freelance per Co and Co, Pierre d'Alby, Cacharel e V de V (in particolare con Michèle Rosier). Nel 1973 lancia il proprio marchio e apre il suo primo negozio in un'ex macelleria situata in 3 rue du Jour, nel quartiere Les Halles di Parigi.
Il B. di agnès b. è l'iniziale del nome dell'editore Christian Bourgois, con il quale è stata sposata per tre anni (dai 17 ai 20 anni), e dal quale ha avuto 2 gemelli, tra cui Étienne Bourgois, amministratore delegato di agnès b. All'inizio degli anni '70 divenne la compagna del pubblicitario Philippe Michel, dal quale ebbe una figlia. Lei sposa il 17 aprile 1979, in seconde nozze, Jean-René Claret de Fleurieu (figliastro di Pierre Mendès France) dal quale ha due figlie. È la sorella di Bruno Troublé, skipper, fondatore e organizzatore della Louis-Vuitton Cup. Ha cinque figli: i gemelli Nicolas ed Étienne Bourgois, Ariane Michel, Aurore e Iris de Fleurieu.

### L'espansione
Agnès B. ha iniziato a disegnare abbigliamento maschile nel 1981 dopo aver osservato che gli uomini si adattavano a vestiti progettati per le donne. Ha aperto il suo primo negozio internazionale in Prince Street, nel quartiere SoHo di New York, nel 1983. Il suo entusiasmo per la città derivava dal suo amore per il genere dei film polizieschi americani, i film noir in Francia. Questo interesse si è esteso all'arredamento del negozio, che includeva poster di film vintage e di grandi dimensioni. Gli one-sheet avrebbero infine attirato l'attenzione del regista Harmony Korine, che avrebbe iniziato una collaborazione artistica con agnès nel 1999.
Agnès B. ha lanciato "Le b." profumo nel 1987, una linea di cura della pelle e cosmetici. Nel corso del tempo, i suoi modelli sarebbero cresciuti fino a includere abbigliamento premaman, scarpe e borse. Inoltre, ha disegnato orologi e occhiali per Seiko e una linea di bellezza per L'Oréal. L'azienda ha negozi a Londra, Amsterdam, Singapore, Taipei, Tokyo, Hong Kong e New York dove Agnès B. arriva a gestire tre negozi.
Agnès Troublé afferma di voler dare l'esempio con la sua responsabilità aziendale e sociale: "Per me, c'è una coerenza tra il fatto che i vestiti sono realizzati qui e quello che sono, quello che faccio, quello che amo fare".  Supporta diverse associazioni, tra cui AIDES, ACT UP e Handicap International.